# 맷 짐머맨
맷 지머먼(영어: Matt Zimmerman, 1934년 12월 26일~2022년 6월 9일)은 캐나다의 배우이다. 서드베리에서 태어나났다.

## 출연 작품

### 영화
- Thunderbirds Are Go (1966)
- 사계절의 사나이 (1966)
- 비틀즈의 탄생 (1979, Birth of the Beatles)

### 텔레비전
- 선더버드 (1965-66)